# 마이클 트레이너

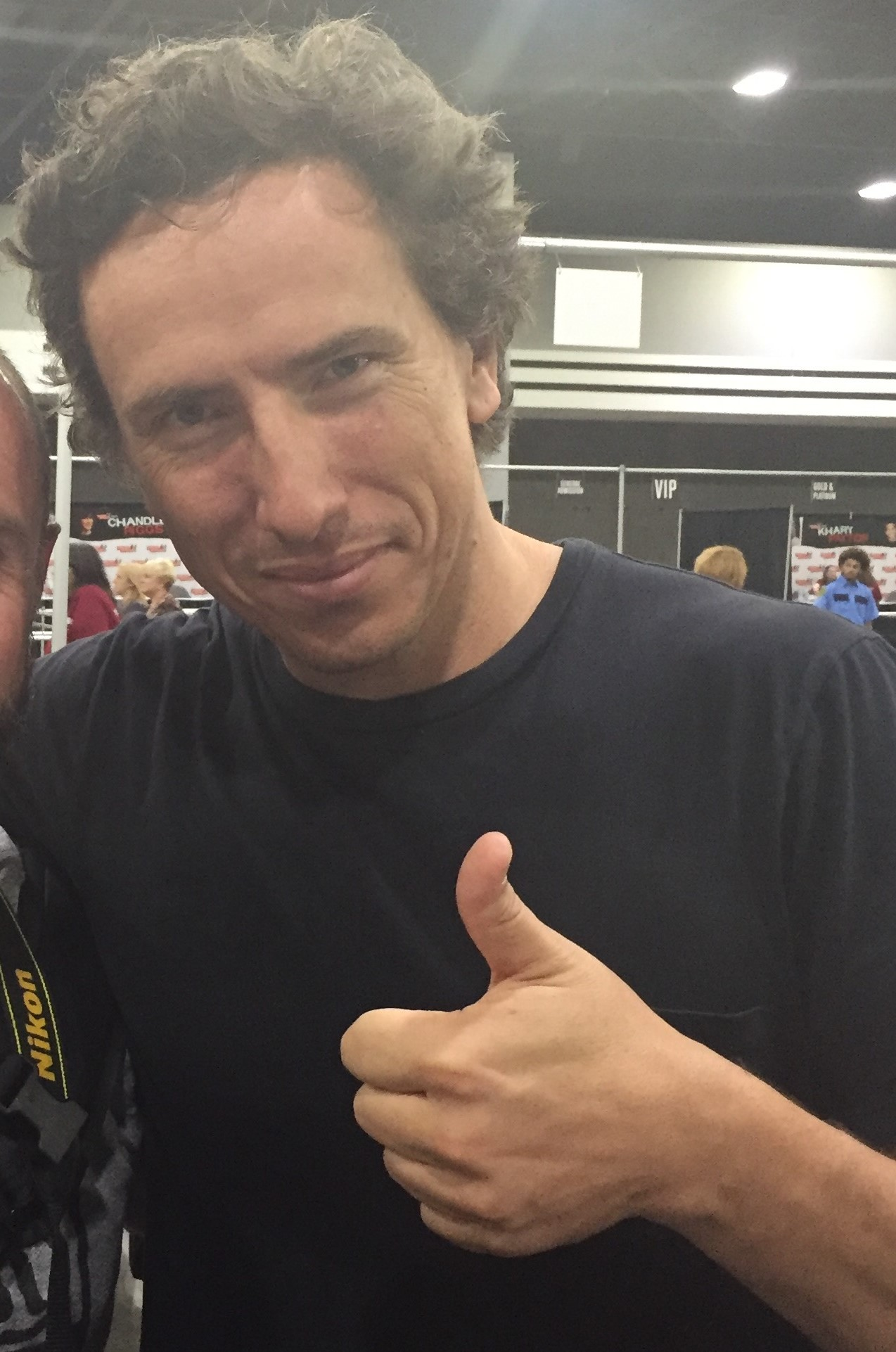

마이클 트레이너(Michael Traynor, 1975년 12월 12일 ~ )는 미국의 영화배우, 텔레비전 배우이다.
포트로더데일에서 태어났다.

## 영화
- 어센션 (2018년)
- 더 씨닝: 뉴 월드 오더 (2018년)
- 더 씨닝 (2016년)
- 제이슨 스타뎀의 홈프론트: 가족을 지켜라 (2013년) - 신입 DEA 요원 역
- 크라이 퍼니 해피 (2003년) - 웨스 역